# Ксантузия Хеншоу
Ксантузия Хеншоу (лат. Xantusia henshawi) — вид пресмыкающихся из семейства ночных ящериц.

## Описание
Ксантузия Хеншоу имеет тело длиной 5—7 см, уплощённое так, что может протискиваться в щелях расслоившегося камня. Чешуя очень мелкая, желтоватая, тело покрыто многочисленными крупными чёрными пятнами.
Ящерица ночью активно ищет добычу на поверхности камней, а при нападении хищников прячется в узкие расщелины. Является живородящей.

## Ареал
Ксантузия Хеншоу обитает на юго-западе США и севере Мексики.

## Охранный статус
Вид не очень редок, размер популяции не известен, но превышает 10 тыс. особей, поэтому МСОП присвоила виду охранный статус «Вызывающие наименьшие опасения» (LC). Вид нуждается в охране, так как сборщики разрушают природные местообитания ящериц: сдвигают с места камни, под которыми любят сидеть ящерицы.